# 藤沢あぐり
藤沢 あぐり（ふじさわ あぐり、1990年5月19日 - ）は長野県出身の元ファッションモデル、女優。FMGに所属していた。旧名は藤澤 ひかり（ふじさわ ひかり）。

## 来歴・人物
2004年、ローティーン向けファッション雑誌「ピチレモン」（学研）の第11回読者モデルオーディションでグランプリを獲得し、専属モデルになる。2007年2月号で卒業した。
2009年、藤沢あぐりに改名したが、同年公式プロフィールが削除され事実上の活動休止となった。

## 出演

### 書籍
- ピチレモン（学研、2004年 - 2007年2月号）専属モデル
- ゆかた大好き（世界文化社）
- 着物大好き（世界文化社）

### CM
- PASMO
- ファンタ（コカ・コーラ）
- BREO（江崎グリコ）

### テレビ
- 孤独の賭け〜愛しき人よ〜（2007年、TBS）中川咲子役